# المزعوق (نعمان)

تعديل مصدري - تعديل

المزعوق هي إحدى قرى عزلة الساحة بمديرية نعمان التابعة لمحافظة البيضاء، بلغ تعداد سكانها 68 نسمة حسب تعداد اليمن لعام 2004.